# Petricola insignis
Petricola insignis is een tweekleppigensoort uit de familie van de Veneridae. De wetenschappelijke naam van de soort is voor het eerst geldig gepubliceerd in 1854 door Deshayes.